# La difesa della razza (programma televisivo)
La difesa della razza è stato un programma televisivo italiano di attualità, politica e cultura, condotto dal giornalista e saggista Gad Lerner andato in onda, nella fascia prime time, su Rai 3 dal 22 aprile 2018 al 27 maggio 2018 per un totale di 6 puntate.
Il programma ha indagato le forme di razzismo nella società italiana in occasione dell'ottantesimo anniversario delle leggi razziali che segnarono l'avvio della discriminazione degli ebrei in Italia. Il nome del programma è un riferimento all'omonima rivista di ispirazione razzista e antisemita pubblicata in Italia durante il fascismo.

## Puntate
| Puntata | Titolo                               | Messa in onda  | Telespettatori | Share |
| ------- | ------------------------------------ | -------------- | -------------- | ----- |
| 1       | Noi e gli ebrei                      | 22 aprile 2018 | 796.000        | 3.3%  |
| 2       | Noi e gli africani                   | 29 aprile 2018 | 695.000        | 3.1%  |
| 3       | Noi e gli arabi                      | 6 maggio 2018  | 842.000        | 3.7%  |
| 4       | Noi e i cinesi                       | 13 maggio 2018 | 860.000        | 3.7%  |
| 5       | Li chiamano zingari, razza maledetta | 20 maggio 2018 | 823.000        | 3.6%  |
| 6       | Il razzismo degli smemorati          | 27 maggio 2018 | 656.000        | 3%    |